# Едріан Роса
Е́дріан Ро́са (англ. Adrian Rosa,нар.17 січня 1971) — англійський колишній професіональний гравець в снукер.
У сезоні 2004/2005, вигравши WSA Challenge Tour, досяг свого найвищого рейтингу - № 88. В мейн-турі виступав вкрай нерівно і не затримувався більше року. Спромогався повертися, проте, по закінченню сезона вибував з туру.